# Aedes teesdalei
Aedes teesdalei är en tvåvingeart som beskrevs av Someren 1954. Aedes teesdalei ingår i släktet Aedes och familjen stickmyggor.
Artens utbredningsområde är Kenya. Inga underarter finns listade i Catalogue of Life.